# Nick Faldo
Sir Nicholas Alexander Faldo (Welwyn Garden City, 18 luglio 1957) è un golfista e imprenditore britannico.

## Carriera
Uno dei migliori golfisti europei di tutti i tempi e in carriera ha vinto tre volte il British Open e tre volte il Masters, è stato il numero uno della classifica dell'Official World Golf Rankings per 98 settimane. Complessivamente si è aggiudicato 43 tornei del circuito professionistico.
Insignito del titolo di Membro dell'Ordine dell'Impero Britannico, nel 1997 è stato ammesso introdotto nella World Golf Hall of Fame.

## Media
Faldo prestò il proprio nome a due videogiochi di golf tra loro indipendenti, Nick Faldo Plays the Open (1985) e Nick Faldo's Championship Golf (1992).